# Fagopyrum urophyllum
Fagopyrum urophyllum är en slideväxtart som beskrevs av Gross. Fagopyrum urophyllum ingår i släktet boveten, och familjen slideväxter. Inga underarter finns listade i Catalogue of Life.